# Мурсия (автономное сообщество)
Му́рсия, Мурси́йский Регион (исп. Región de Murcia [reˈxjon de ˈmuɾθja]) — автономное сообщество Испании, расположенное на юго-востоке Пиренейского полуострова, между Андалусией и Валенсией, и между Средиземным морем и сообществом Кастилия-Ла-Манча. Столицей региона  является город Мурсия, где располагаются все региональные органы власти, кроме региональной ассамблеи, которая находится в Картахене.
Треть всего населения региона живёт в столице. Регион Мурсия является крупнейшим производителем фруктов, овощей и цветов в Европе.

## География

### Рельеф

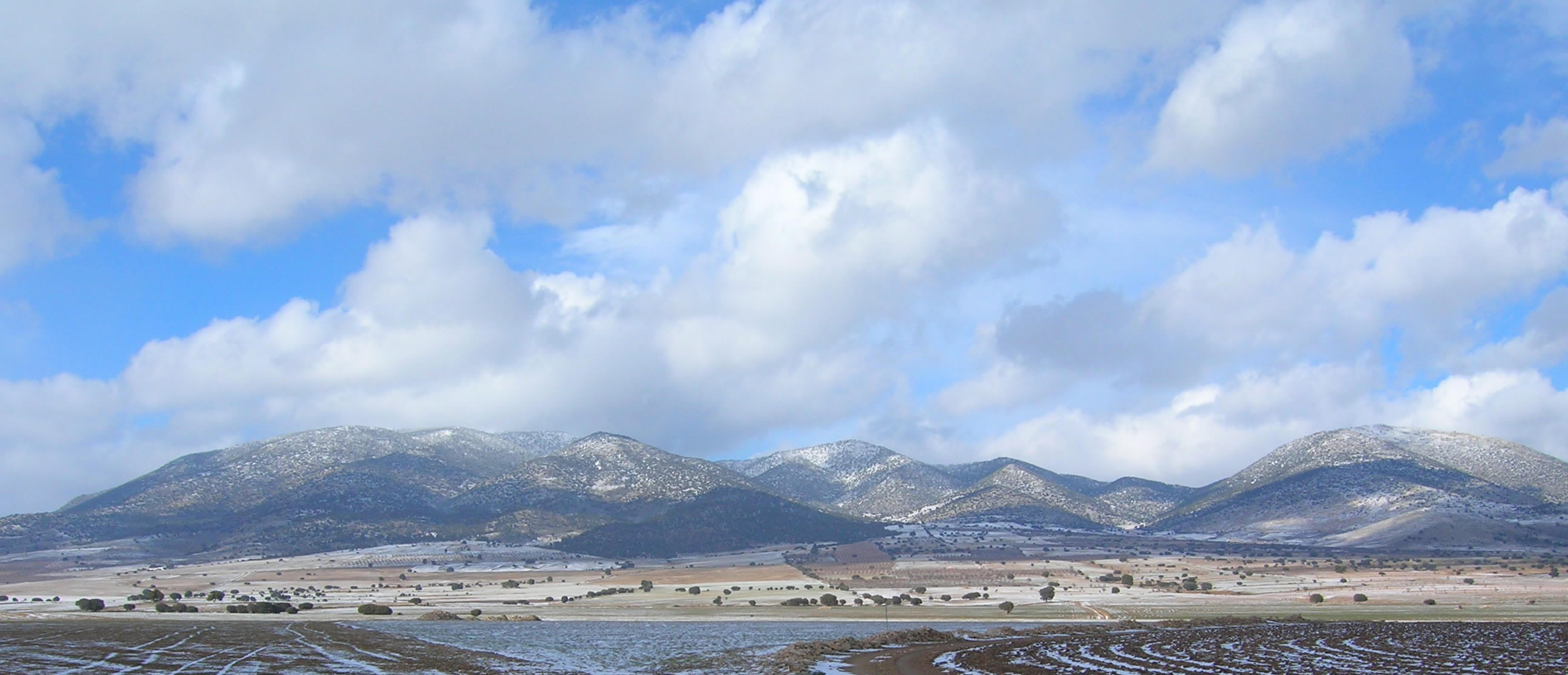
Южная сторона массива Револькадорес

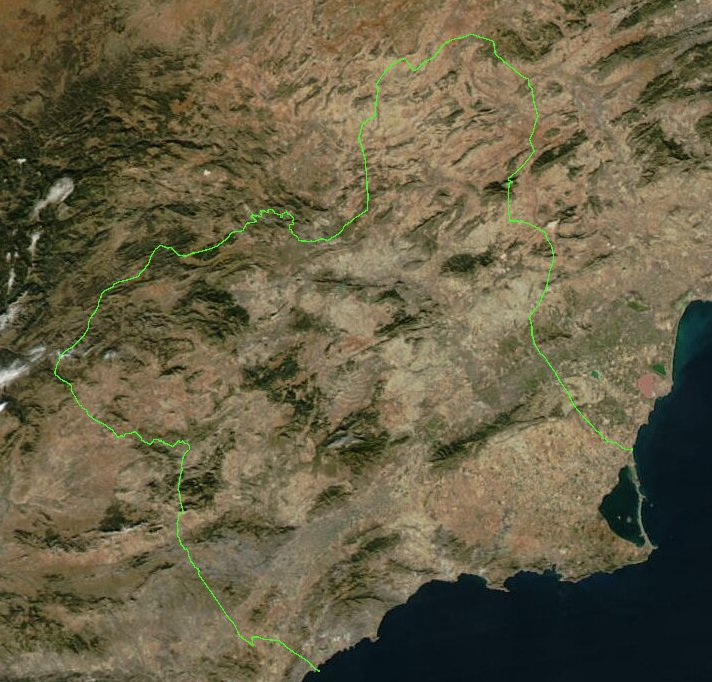
Вид на Мурсию со спутника

Регион находится на восточном крае Кордильеры-Бетики и подвержен влиянию их орографии. Бетские горы, в свою очередь, разделяются на Пребетскую, Суббетскую и Пенибетскую кордильеры.
Традиционно считалось, что пик Револькадорес, относящийся к горному хребту с тем же названием, является самой высокой точкой Мурсийского региона и имеет высоту 2027 м; но по последним измерениям Национального центра географической информации Испании Револькадорес имеет высоту 2000 м, а самой высокой точкой региона является пик того же горного массива Лос-Обиспос — 2015 м. В Мурсии находится множество потухших вулканов. Острова Исла-Гроса, Исла-Майор, Сьерво представляют собой остатки стратовулканов, также здесь находятся вулканы Альхорра, Эль-Кармоли, Кабесо-Беаса и другие.
Примерно 27 % территории региона относится к горному рельефу, 37 % к межгорным низинам и долинам, и 35 % к равнинам (Мурсийская низменность).

### Климат
В Мурсии полузасушливый средиземноморский климат с мягкой зимой (в декабре и январе в среднем 11 °C) и жарким летом (до 40 °C). Среднегодичная температура — +18 °C.
Расстояние до моря и рельеф создают температурные различия между побережьем и внутренними районами региона, особенно различия заметны зимой. В то время, когда на побережье температура редко опускается ниже +10 °C, во внутренних районах она редко поднимается выше +6 °C и количество осадков выше (600 мм), чем на побережье.
В городе Мурсия был зафиксирован температурный рекорд Испании XX века. 4 июля 1994 года температура была 47,2 °C. Январь 2005 года был самым холодным за долгое время, на побережье даже выпал снег.

### Гидрография

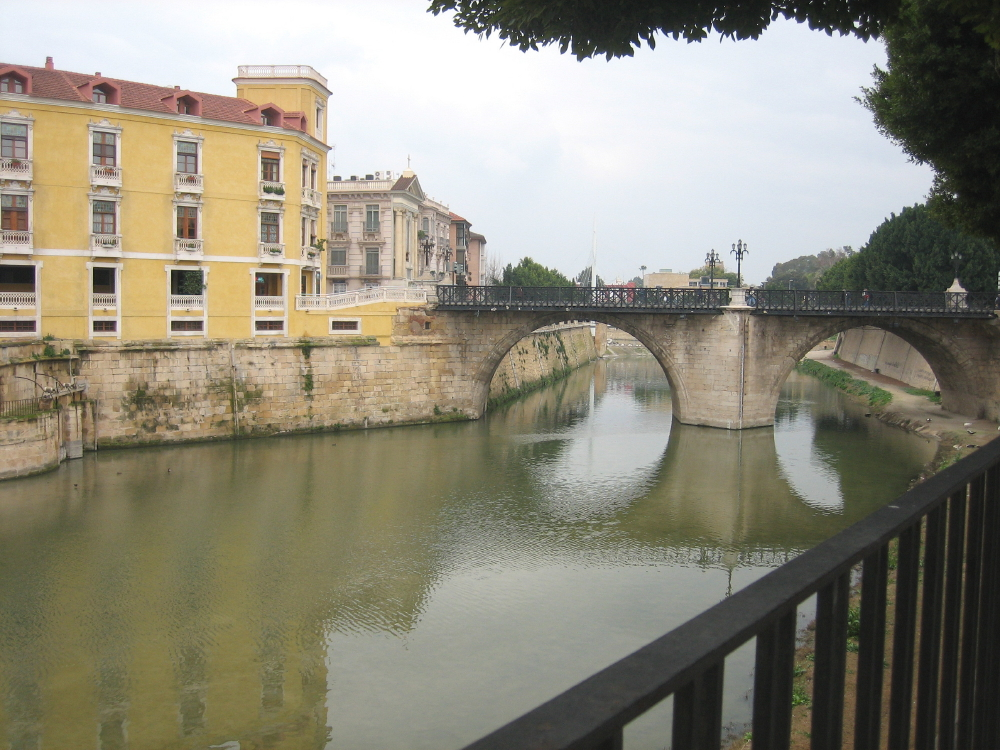
Сегура в мурсийской столице

Речная сеть региона состоит из Сегуры и её притоков:
- Рио-Мундо — крупнейший по объёму воды приток Сегуры.
- Рио-Альарабе и её приток Бенамор
- Рио-Мула
- Гуадалентин

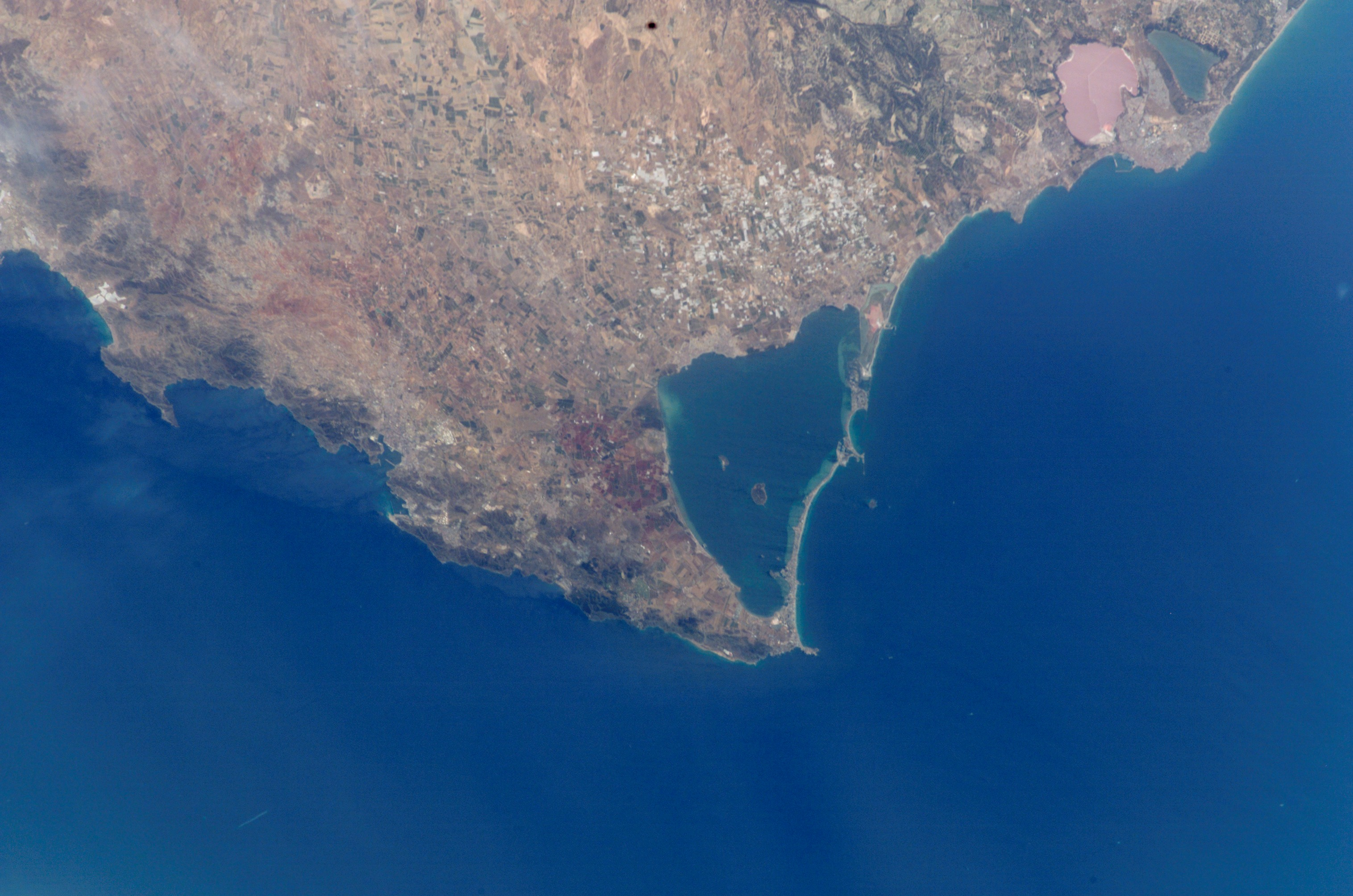
Мар-Менор, вид со спутника

Кроме того, в регионе находится самое большое естественное озеро Испании — Мар-Менор. Мар-Менор является самым большим солёным озером Европы. Озеро имеет полукруглую форму и отделено от Средиземного моря песчаной косой Ла-Манга длиной 22 км и шириной от 100 до 1200 м.

## История
См. также: Королевство Мурсия
Карфагеняне основали на территории Мурсийского региона торговую колонию, назвав её Карт Хадашт (на финикийском языке Новый Город, современная Картахена), так же, как его африканскую тёзку (Карфаген). Впоследствии город был захвачен римлянами, окрестившими его Новым Карфагеном (лат. Carthago Novo), чтобы отличать его от Карфагена африканского. Мурсийский регион вошёл в состав римской провинции Картагиненсис (лат. Carthaginensis).
Тайфа Мурсия, одно из государств, на которые распался Кордовский халифат, было создано после упадка Кордовского халифата омейядов в XI веке. Столицей царства была Мадинат Мурсийя (Мурсия), кроме территории современного региона Мурсии, царство включало часть территории провинций Альбасете, Альмерия и Аликанте. После Битвы при Заллаке в 1086 году династия Альморавидов распространила свою власть на все тайфы (мусульманские княжества) и объединили Аль-Андалус. Фернандо III Святой добился вассалитета мусульманского государства Мурсии в 1243 году и назначил своего сына, будущего Альфонсо X Мудрого, наместником в 1244 году. Последующее невыполнение договора, заключённого в Алькарасе, привело к восстанию мурсийских мусульман в 1266 году, которое было поддержано арагонскими войсками Хайме I Завоевателя. В 1296 году, используя династический конфликт Кастилии, связанный с Фернандо де ла Серда, король Арагона Хайме II захватил территорию Мурсии и присоединил её к Валенсийскому королевству. Арагонское господство длилось недолго, но имело большое значение благодаря заселению земель каталонскими христианами, которые сделали меньшинством кастильских переселенцев. В 1305 году по Эльческому договору Дон Хайме «Справедливый» вернул большую часть территорий, но навсегда оставив за Валенсией комарки Виналопо́, Алаканти́ и Вега Баха. Тайфа Мурсии после отвоёвывания (Реконкисты) христианскими королевствами стала называться Королевством Мурсия. Королевство Мурсия продолжала носить это название до 1833 года, когда было преобразовано в регион Мурсия. В 1978 году Мурсия приобрела свой современный статус автономного сообщества.

## Демография

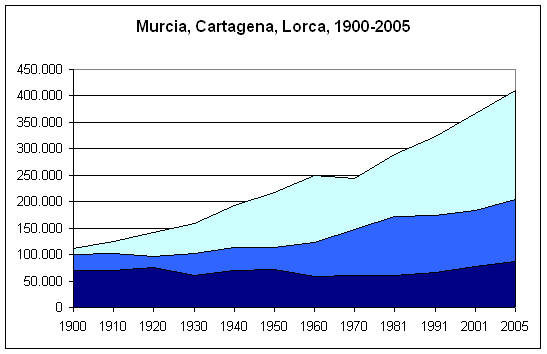
Демографическая эволюция трёх основных городов региона: Лорка (тёмно-синий), Картахена (синий) и Мурсия (голубой), 1900—2005.

В Регионе Мурсия живёт 1 469 721 жителя (INE 2011), почти треть (30,7 %) из них проживает в столице региона Мурсии. Население региона составляет 3 % от населения Испании. После Сеуты и Мелильи Мурсийский регион имеет самый высокий естественный прирост населения и самый высокий уровень рождаемости в стране.
- Рождаемость (2004): 13 ‰
- Смертность (2004): 7,48 ‰
- Продолжительность жизни (2002):
  - Мужчины: 76,01
  - Женщины: 82,00

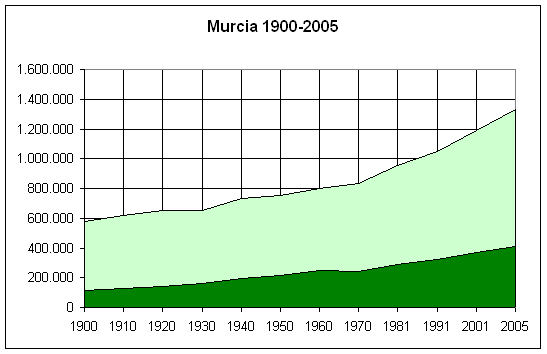
Демографическая эволюция. Светло зелёный — регион в целом, тёмно-зелёный — столица.

Между 1991—2005 годами мурсийское население выросло на 26,06 %, за тот же период население страны выросло лишь на 11,85 %. 12,35 % жителей региона являются иностранцами (INE 2005), на 4 % больше, чем в среднем по Испании. Среди иностранцев преобладают эквадорцы (33,71 % от общего числа иностранцев), марокканцы (27,13 %), британцы (5,95 %), боливийцы (4,57 %) и колумбийцы (3,95 %).
| Население | 256 977 | 380 969 | 451 611 | 491 436 | 577 987   | 615 105   | 638 639   | 645 449   | 719 701   |
| Процент   | 2,50 %  | 2,46 %  | 2,72 %  | 2,80 %  | 3,10 %    | 3,08 %    | 2,99 %    | 2,73 %    | 2,77 %    |
|           | 1950    | 1960    | 1970    | 1981    | 1991      | 1996      | 1999      | 2001      | 2005      |
| Население | 756 721 | 800 463 | 832 313 | 957 903 | 1 059 612 | 1 097 249 | 1 131 128 | 1 190 378 | 1 335 792 |
| Процент   | 2,69 %  | 2,62 %  | 2,45 %  | 2,54 %  | 2,69 %    | 2,81 %    | 2,77 %    | 2,90 %    | 3,03 %    |

Численность населения согласно Флоридебланке (на 1787) и официальным данным INE (с 1857). Источники: Estadísticas históricas de la Región de Murcia, INE 

## Административно-территориальное деление
См. также Муниципалитеты Мурсии

Комарки Мурсии

Мурсия поделена на 12 комарок, которые делятся на 45 муниципалитетов. Площадь некоторых муниципалитетов превышает 1000 км², Лорка (1676 км²) является вторым по площади муниципалитетом Испании, уступая лишь муниципальному округу Касерес, в Эстремадуре. Поэтому большинство мурсийских муниципалитетов делятся на педании, многие из которых имеют большую численность населения, чем многие муниципалитеты внутренних районов страны. Муниципалитет Картахена делится не на педании, а на депутации.
| Комарки                | Адм. центр          | Население, чел. (2011) | Площадь, км² | Муниципалитеты                                                                                      | Кол-во муниципалитетов |
| ---------------------- | ------------------- | ---------------------- | ------------ | --------------------------------------------------------------------------------------------------- | ---------------------- |
| Альтиплано             | Екла                | 60 217                 | 1580         | Хумилья, Екла                                                                                       | 2                      |
| Альто-Гвадалентин      | Лорка               | 142 198                | 2073         | Лорка, Агилас, Пуэрто-Лумбрерас                                                                     | 3                      |
| Бахо-Гвадалентин       | Тотана              | 88 254                 | 1020         | Аледо, Алама-де-Мурсия, Либрилья, Масаррон, Тотана                                                  | 5                      |
| Кампо-де-Картахена     | Картахена           | 409 586                | 1855,14      | Картахена, Торре-Пачеко, Сан-Хавьер, Сан-Педро-дель-Пинатар, Ла-Уньон, Лос-Алькасарес, Фуэнте-Аламо | 7                      |
| Уэрта-де-Мурсия        | Мурсия              | 504 206                | 952          | Алькантарилья, Мурсия, Сантомера, Беньель                                                           | 4                      |
| Мар-Менор              | Сан-Хавьер          | 107 088                | 306          | Сан-Хавьер, Сан-Педро-дель-Пинатар, Лос-Алькасарес                                                  | 3                      |
| Нороэсте               | Каравака-де-ла-Крус | 73 495                 | 2382         | Бульяс, Каласпарра, Каравака-де-ла-Крус, Сеэхин, Мораталья                                          | 5                      |
| Орьенталь              | Абанилья            | 14 373                 | 385          | Абанилья, Фортуна                                                                                   | 2                      |
| Рио-Мула               | Мула                | 24 567                 | 727          | Альбудейте, Мула, Кампос-дель-Рио, Пльего                                                           | 4                      |
| Валье-де-Рикоте        | Арчена              | 23 572                 | 258          | Охос, Улеа, Рикоте, Вильянуэва-дель-Рио-Сегура                                                      | 4                      |
| Вега-Альта-дель-Сегура | Сьеса               | 54 250                 | 568          | Сьеса, Абаран, Бланка                                                                               | 3                      |
| Вега-Медия-дель-Сегура | Молина-де-Сегура    | 116 314                | 256          | Молина-де-Сегура, Сеути, Лорки, Альгуасас, Лас-Торрес-де-Котильяс                                   | 5                      |

## Экономика
Традиционно наиболее развитой отраслью мурсийской экономики было сельское хозяйство, благодаря климату и плодородным землям. Без сомнения, засуха начала 90-х повлияла на то, что туризм и строительство превратились в основу сегодняшней мурсийской экономики. Тем не менее, сельское хозяйство продолжает оставаться важной отраслью региона, который называют Садом Европы.

### Порты
- Аэропорт Сан-Хавьер, находится в 17 км от Мурсии.
- Аэропорт Корвера (Мурсия) (в разработке).
- Морской порт Картахены.

### Туризм

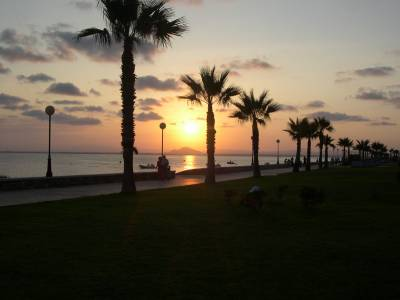
Ла-Манга.

Расположение региона на юго-востоке Иберийского полуострова делает его подходящим, в первую очередь, для пляжного туризма. Мурсийское побережье, Коста-Калида (исп. Costa Cálida — «Жаркое побережье»), имеет протяжённость 170 км. В регионе также есть «собственное море» — Мар-Менор (исп. Mar Menor — «Маленькое море»). Из 192 классифицированных пляжей региона, 21 отмечены голубыми флагами.
Кроме того, Каравака-де-ла-Крус, расположенный на северо-востоке региона, в долине Дель-Кампо, является одним из пяти Святых городов католицизма (наряду с Римом, Иерусалимом, Сантьяго де Компостелой и Льебаной).

### СМИ
В Мурсии выходит три региональные ежедневные газеты: La Verdad («Правда»), La Opinión («Мнение») и El Faro («Маяк»).
Имеется также 4 региональных телеканала:
- 7 Регион Мурсия (исп. 7 Región de Murcia), общественный телеканал
- Мурсийское телевидение (исп. Televisión Murciana) (TVM)
- Канал 6 (исп. Canal 6), принадлежит газете La Verdad
- Телевисион Популар Мурсийского региона (Popular TV)

## Управление и администрация
Столицей автономного сообщества является город Мурсия, в котором находятся региональные органы власти, за исключением Региональной ассамблеи, которая находится в Картахене.

## Культура

### Диалект
Испанский язык Мурсии имеет ряд особенностей, отличающих его от нормативного. Мурсийский диалект и, в частности, одна из его разновидностей паночо, характеризуется отбрасыванием большинства конечных согласных и частым использованием местных слов, большинство из которых происходят из арабского, а также арагонского.
В Мурсийском королевстве говорили на каталанском языке, в меньшей степени на арагонском и, возможно, также на баскском, из-за заселения региона в XIV веке христианскими поселенцами из Каталонии, Валенсии, Арагона и Наварры. Тем не менее преобладание кастильского языка в доминирующих классах Мурсии стало причиной исчезновения названных языков в XVI веке.
В местности под названием Эль-Карче (исп. El Carche) есть небольшое число носителей валенсийского языка, потомков валенсийских переселенцев. Большинство из них переселились в эти места в XIX веке из комарки Виналопо-Медио (исп. Vinalopó Medio, кат. Vinalopó Mitjà), преимущественно из муниципалитета Пиносо. В 2005 году численность населения Эль-Карче оценивалась в 500 человек.

### Университеты

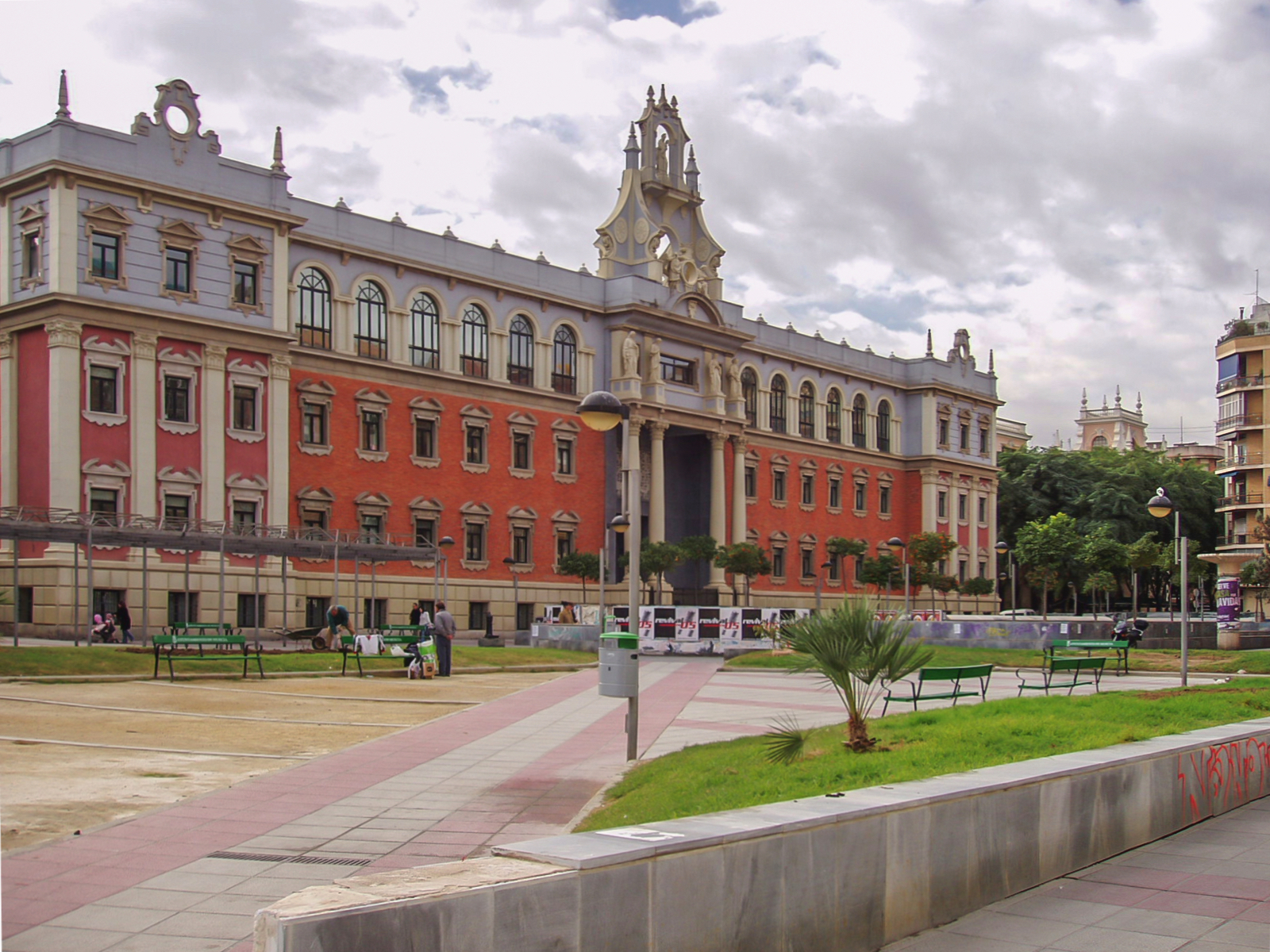
Facultad de la Merced

- Университет Мурсии (исп. Universidad de Murcia) (UMU). Основан в 1912. Состоит из 2 кампусов (de la Merced и de Espinardo), в которых учатся порядка 30 000 студентов.

- Политехнический университет Картахены (исп. Universidad Politécnica de Cartagena) (UPCT). Один из четырёх политехнических университетов Испании.

- Мурсийский католический университет Святого Антония (исп. Universidad Católica San Antonio de Murcia) (UCAM). Частный университет, основанный в 1996 году.

## Праздники
Региональными праздниками являются:
- 19 марта: Святой Иосиф (San José).
- Великий четверг.
- 9 июня: День Мурсийского региона, совпадающий с датой принятия Органического закона о Статуте об автономии.

Также отмечаются национальные и местные праздники (для каждого муниципалитета свои).
В некоторых городах отмечается праздник мавров и христиан.
Существует несколько праздников, объявленных имеющими международное туристическое значение (исп. Interés Turístico Internacional):
- Праздники Пресвятой Девы Марии и Истинного Креста, в Караваке
- Страстная неделя в Картахене
- Погребение Сардины

праздники национального туристического значения (исп. Interés Turístico Nacional):
- Карнавал в Агиласе.
- Праздник карфагенян и римлян; отмечается во второй половине сентября в Картахене, напоминает об основании города Гасдрубалом в 227 г. до н. э. и захвате города Сципионом.
- Страстная неделя в Хумилье.
- Festival del Cante de las Minas.
- Страстная неделя в Лорке.
- Страстная неделя в Мурсии.
- Bando de la Huerta.
- Праздник Непорочного зачатия в Йекле.

а также многочисленные праздники местного туристического значения (исп. Interés Turístico Regional).